# Spil (plant)
De spil of rachis is de plantkundige benaming voor de hoofdas van een samengestelde structuur. Bij een samengestelde bloeiwijze wordt deze de bloemspil genoemd, bij aren van grassen de aarspil en bij samengestelde bladeren de bladspil.
Bij bloemen is de bloemspil een voortzetting van de pedunculus. Soms is de spil verdikt. Deze wordt dan een bloeikolf genoemd.
Een aar is een bloeiwijze met slechts een as (de bloemspil), met op de bloemspil staande bloemen. Weegbreesoorten vormen hiervan goede voorbeelden.
Bij vertakte bloeiwijzen, zoals bij cypergrassen en grassen, is de zijas of rachilla soms ook zelf weer vertakt. Men spreekt dan van rachilla van de tweede orde. Bij de aren van grassen zijn op de aarspil de aartjes ingeplant. Het (gereduceerde) asje van het aartje is de rachilla. Bij de pluimvormige bloeiwijzen van grassen is de situatie gecompliceerder.
Bij sommige soorten wordt bij het afrijpen van de zaden (graanvruchten) de aarspil bros en breekt deze in stukjes, waardoor de zaden verspreid worden. Voorbeelden hiervan zijn eenkoorn en spelt. Deze eigenschap is bij de meeste granen door de mens weggeselecteerd.
Bij bladeren is de bladspil een voortzetting van de bladsteel. Bij varens kan de bladspil geschubd zijn.

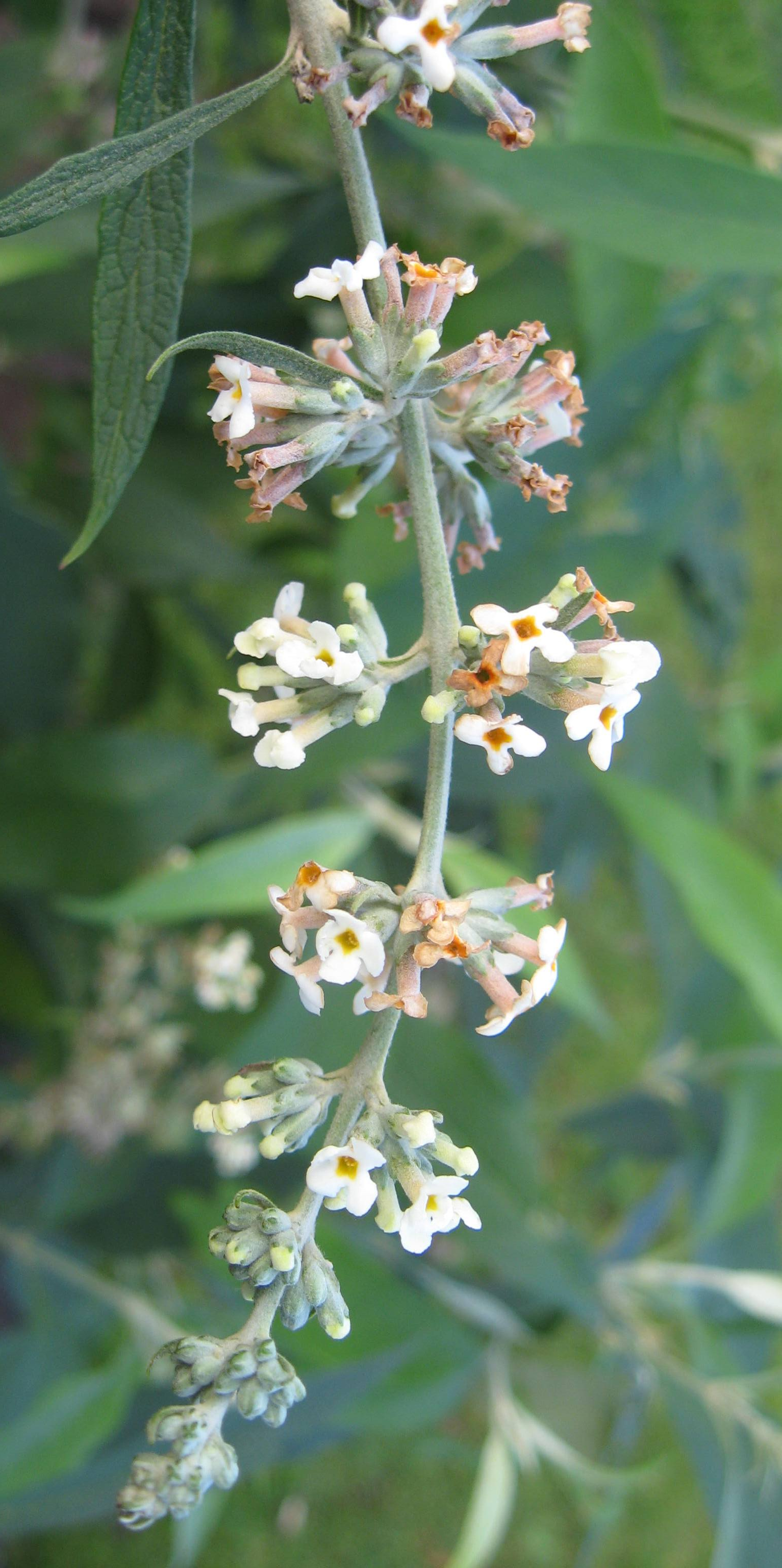
Bloemspil van Buddleja paniculata
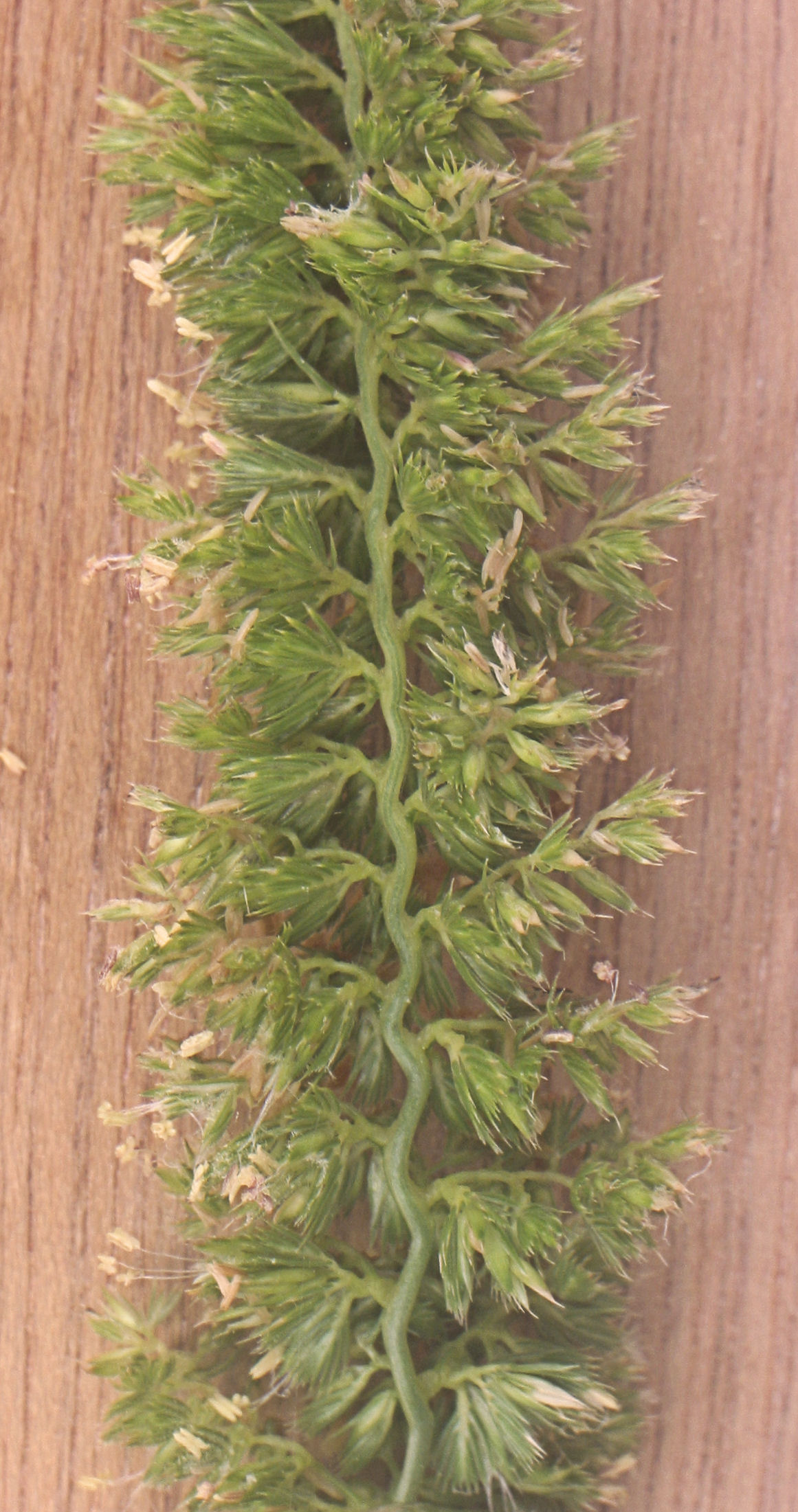
Aarspil van kamgras
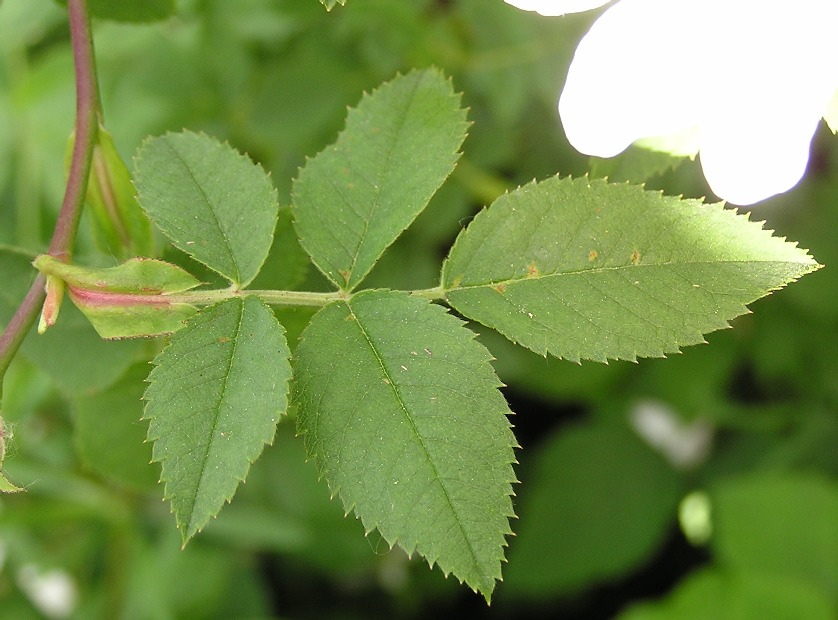
Bladspil van hondsroos
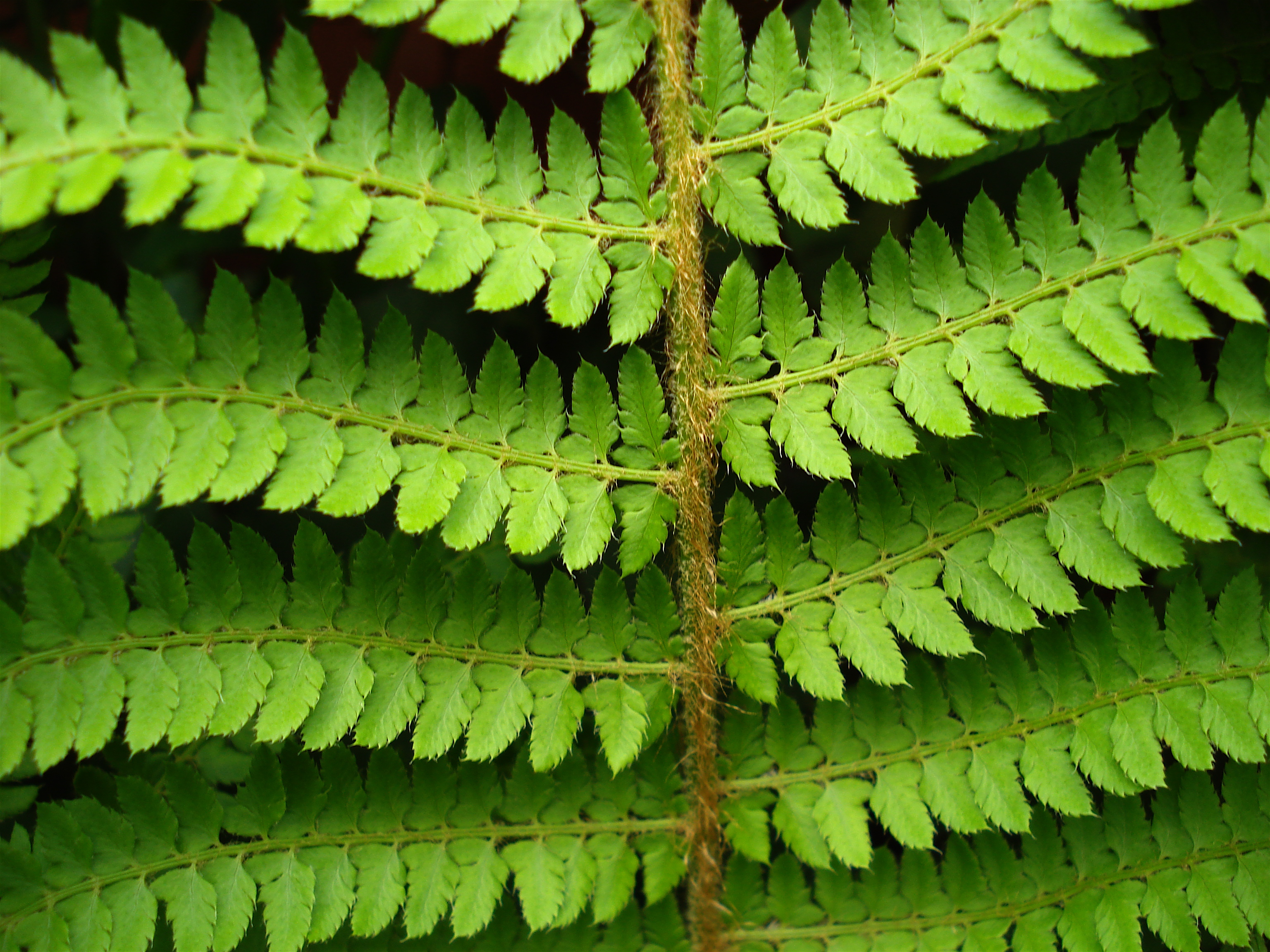
Bladspil van een varen